# Greci (Mehedinți)
Greci è un comune della Romania di 1334 abitanti, ubicato nel distretto di Mehedinți, nella regione storica dell'Oltenia. 
Il comune è formato dall'unione di 6 villaggi: Bâltanele, Blidaru, Greci, Sălătruc, Valea Petrii, Vișina.